# Bandammanahalli, Chik Ballapur
Bandammanahalli là một làng thuộc tehsil Chik Ballapur, huyện Kolar, bang Karnataka, Ấn Độ.